# Бурбулон, Мартен
Мартен Бурбулон (фр. Martin Bourboulon; Франция) — французский режиссёр и сценарист, сын продюсера Фредерика Бурбулона. Наиболее известен фильмами «Papa ou maman» и «Papa ou maman 2» (в России их названия были локализованы так, что кажутся несвязанными между собой: «Любовь вразнос» и «Развод по-французски»). Первая часть дилогии была удостоена награды жюри на международном кинофестивале комедийных фильмов Alpe d’Huez International в 2015 году.

## Фильмография
- 2004 — Sale hasard (режиссёр), короткометражка
- 2014 — Любовь вразнос / Papa ou maman (режиссёр)
- 2016 — Развод по-французски / Papa ou maman 2 (режиссёр, сценарист)
- 2021 — Эйфель / Eiffel (режиссёр, сценарист)[3]
- 2023 — Три мушкетёра: Д’Артаньян / Les Trois Mousquetaires: D’Artagnan (режиссёр, сценарист)
- 2023 — Три мушкетёра: Миледи / Les Trois Mousquetaires: Milady (режиссёр, сценарист)